# Station Gouy-Cahon
Station Gouy-Cahon is een voormalig spoorwegstation bij het gehucht Gouy in de gemeente Cahon aan de Spoorlijn Abbeville - Eu. Het station is sedert 1993 buiten gebruik, in de gevorderde plannen de lijn weer te heropenen is heropening van dit station niet voorzien.